# Crossopalpus insularis
Crossopalpus insularis är en tvåvingeart som först beskrevs av Axel Leonard Melander 1952.  Crossopalpus insularis ingår i släktet Crossopalpus och familjen puckeldansflugor. Inga underarter finns listade i Catalogue of Life.